# Mircea Geoană
Mircea Dan Geoană, né le 14 juillet 1958 à Bucarest, est un diplomate et homme politique roumain.
Il est notamment ministre des Affaires étrangères au sein du gouvernement Adrian Năstase de 2000 à 2004 et président du Sénat de 2008 à 2011. À la tête du Parti social-démocrate (PSD), il se présente à l'élection présidentielle de 2009, mais est battu de justesse par le président sortant de centre-droit, Traian Băsescu.
Il devient Secrétaire général délégue de l'OTAN entre 2019 et 2024, et assiste Jens Stoltenberg comme n°2 et président du Comité d'innovation de l'OTAN, durant un mandat marqué notamment par l'invasion russe de l'Ukraine en 2022.
Après sa démission à l'OTAN, Geoană se présente aux élections présidentielles roumaines de 2024 et obtient un score de 6,31 %.

## Biographie
Il est diplômé en 1983 de la Faculté de génie mécanique de l'université Politehnica de Bucarest. Il travaille alors plusieurs années dans l'énergie à Bucarest et à Giurgiu. En 1987, il entre à la faculté de droit de Bucarest.
Son père, le général Ioan Geoană (1928-2009), qui a le contrôle des souterrains de Bucarest, apporte son soutien au renversement de Ceaușescu lors de la révolution roumaine de 1989 et l'accession au pouvoir de Ion Iliescu. Cette révolution contestée permet à l'ancienne nomenklatura communiste, dont la famille Geoană fait partie, de se maintenir au pouvoir.
Docteur en économie, ingénieur et juriste, Mircea Geoană suit également les cours de l’ENA française, dont il sort en 1992, et des cours de management à Harvard Business School.
En 1990, Mircea Geoană entre aux Ministères des Affaires Etrangères roumain comme Référent pour la relation avec la France, puis Directeur des affaires européennes et Porte parole du ministère. En 1996, il est nommé ambassadeur de Roumanie aux États-Unis, à l'âge de 37 ans, devenant ainsi le plus jeune ambassadeur du pays. Quelques mois plus tard, alors que Ion Iliescu et le Parti social-démocrate viennent de perdre les élections face à l'opposition anticommuniste, Mircea Geoană écrit depuis Washington au nouveau président roumain, Emil Constantinescu, pour le féliciter d'avoir battu Iliescu qu'il qualifie alors de « cancer de la démocratie roumaine».
De décembre 2000 à décembre 2004, il est ministre des Affaires étrangères de Roumanie et est, à ce titre, président en exercice de l'OSCE en 2001, année où il adhère également au Parti social-démocrate (PSD), où il connaît une ascension rapide. Il fait partie, en 2004, des signataires de la Constitution pour l'Europe, en tant que représentant d'un pays candidat.
Il ravit, en 2005, la présidence du Parti social-démocrate à Ion Iliescu, en obtenant 964 voix contre 530, après de longues négociations en coulisses et un combat féroce entre les deux hommes (Iliescu traite même son adversaire de «petit con» devant les membres du Congrès du parti). Le 10 décembre 2006, grâce à sa plateforme programme "la Roumanie Sociale", il est réélu président de son parti lors du congrès du PSD, contre Sorin Oprescu.
Il est élu, en 2005, sénateur et président de la commission des affaires étrangères du Sénat. Il devient le président de cette assemblée en décembre 2008 et ainsi le deuxième personnage de l'État.
Mircea Geoană se présente à l'élection présidentielle de novembre 2009 contre Traian Băsescu, président depuis 2004. Au premier tour, Mircea Geoană arrive en deuxième position avec 31,5 % des suffrages. Lors du débat d'entre-deux tours, il est accusé par le président sortant d'avoir rencontré la nuit précédente Sorin Ovidiu Vântu, homme d'affaires controversé et propriétaire d'un groupe de médias ; Mircea Geoană reconnaît cette rencontre, qui sera considérée comme une erreur majeure de sa campagne. Alors que les sondages sortis des urnes le donnent gagnant et qu'il proclame sa victoire, c'est finalement Traian Băsescu qui l'emporte avec 50,3 % des voix.
En 2010, quelques mois après avoir été remplacé à la tête du PSD par Victor Ponta, Mircea Geoană est suspendu du parti après des déclarations sur ce dernier, puis révoqué de ses fonctions de président du Sénat en novembre 2011. Il reste sénateur sans étiquette, avant d'être réadmis au PSD l'année suivante.
En 2019, Mircea Geoană est nommé secrétaire général délégué de l'OTAN, après que le poste a été ouvert à une personne originaire d'Europe de l'Est. Pendant son mandat, il est président du Comité d'innovation de l'OTAN. Sous sa direction, l'OTAN approuve sa stratégie de transformation numérique, qui constitue un concept stratégique de l'alliance en 2022. À l'occasion d'un évènement dédié aux 75 ans de l'OTAN, Mircea Geoană déclare : "Aujourd'hui, les nations investissent dans la nouvelle génération, la défense et la dissuasion, dans nos partenariats, dans l'innovation, dans la cybernétique, dans l'espace, dans la lutte contre la désinformation et les fake news, et je dirais que c'est tout à fait remarquable."
En 2024, Mircea Geoană fait son retour dans la politique en Roumanie, et se présente comme candidat indépendant aux élections présidentielles de 2024, soutenu par l'ONG România Renaște (La Roumanie Renaît). S'il occupe pendant longtemps la place du favori dans les sondages, Geoană finit la course présidentielle à la sixième place, avec 6,31 % des voix. 
Au lendemain de l'élection, Geoană affirme soutenir la candidate de centre-droit Elena Lasconi pour le second tour face au candidat d'extrême droite Calin Georgescu, en expliquant : « La Roumanie vit le moment le plus compliqué de son histoire post-décembriste. (...) La frustration du public après 10 ans de régime Iohannis et de dirigeants obéissants et médiocres a été le principal facteur à l'origine du vote, la sanction des Roumains à l'égard du système. (...) Alors que tous les partis ont tiré de toutes les positions contre moi et mon équipe, espérant récupérer des votes de ce bassin, (...) le vote pour le changement a trouvé un soutien inattendu et important dans l'expression émotionnelle pour les premiers candidats qui sont entrés dans le second tour. »